# Operation Cornflakes

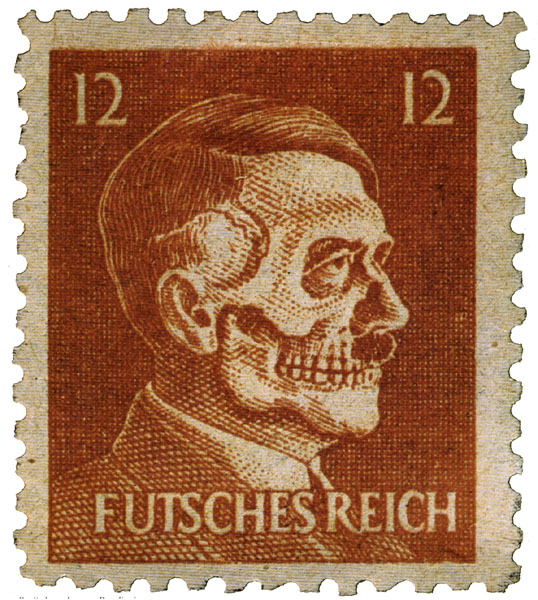
'Futsches Reich' frimärket trycktes speciellt för Operation Cornflakes.

Operation Cornflakes var en form av psykologisk krigföring påkommen av Office of Strategic Services som pågick åren 1944 och 1945, under andra världskriget. Operationen gick ut på att Nazitysklands postväsen vilseleddes av de allierade till att leverera antinazistisk propaganda till tyska medborgare via post.
Flygplan hade instruerats till att flygbomba postsäckar med uppdiktad, men korrekt adresserad, post i närheten av bombade posttåg. När posten vid det bombade tåget skulle samlas ihop så var tanken att det tyska postväsendet inte skulle se skillnaden mellan de falska och de riktiga postsäckarna och därför även ta med sig de falska. De falska breven skulle sedan levereras till sina adressater. 
Innehållet i breven var ofta kopior av nyhetsbladet Das Neue Deutschland, de allierades tyskspråkiga propaganda. Frimärket som användes hade designats för att subtilt påminna om ett standardfrimärke med Adolf Hitlers porträtt. Åskådade man frimärket mer noggrant såg man att Hitlers ansikte hade utformats som en dödskalle. På frimärket i original stod det Deutsches Reich (Tyska Riket); denna text hade ändrats till Futsches Reich (Det Fallna Riket).
Det första uppdraget inom Operation Cornflakes genomfördes den 5 februari 1945, då ett tåg på väg mot Linz blev bombat. Postsäckar som totalt innehöll 3 800 propagandabrev släpptes sedan ner över tåget. Breven plockades upp av det tyska postväsendet och levererades till sina adressater.